# コングスベルグ・ディフェンス&エアロスペース
Kongsberg Defence & Aerospace AS (KDA) (コングスベルグ・ディフェンス&エアロスペース)とは、コングスベルグ・グループ(KOG)の事業部門の一つで、防衛関連と宇宙関連の事業を行っている。
宇宙関連は、共にトロムソに拠点を構えるコングスベルグスペーステック（完全子会社）とコングスベルグ衛星サービス（50％KDA、50％ノルウェー宇宙センターが所有する）の2社を子会社として保有し、KDA自体でも開発を行っている。

## 製品

### 防衛
主に対艦ミサイル、軍事通信、および水上艦の射撃管制装置と防空システム機器などの製品を製造している。RWS（Remote Weapon Station、遠隔式銃塔）であるプロテクター RWSシリーズは、プロテクターM151がアメリカ陸軍でストライカー装甲車の主武装として採用された他、カナダ軍やオーストラリア軍でも採用されている。改良型のプロテクターM153はアメリカ陸軍でCRWOS IIとして採用され、ハンヴィーやMRAPに搭載されている。
- ペンギン (ミサイル)
- NSM (ミサイル)
- Joint Strike Missile
- NASAMS、NASAMS2
- プロテクター (RWS)
- E3A AWACS用ソフトウェア

他、多数

### 宇宙
欧州宇宙機関が開発したアリアン5のブースターアタッチメントとリリースユニットを製造した。1990年初頭、NASAジェット推進研究所とドイツのダイムラークライスラー・エアロスペースが関わっていたカッシーニのハードウェア、ロゼッタの太陽電池アレイ駆動機構にも関わっている。

## 東芝機械・コングスベルク ココム違反事件
東芝機械ココム違反事件と同様、コングスベルクの子会社「 Kongsberg Vaapenfabrikk 」からもソ連に静粛な潜水艦を製造する工作機械を渡したという対共産圏輸出統制委員会（ココム）協定違反の告発がなされた。